# Balacra stigmatica
Balacra stigmatica là một loài bướm đêm thuộc phân họ Arctiinae, họ Erebidae.